# أندي إيرل
أندي إيرل (بالإنجليزية: Andy Earl)‏ هو لاعب اتحاد الرغبي نيوزلندي، ولد في 12 سبتمبر 1961 في كرايستشرش في نيوزيلندا.

## وصلات خارجية
- أندي إيرل عل موقع إسبنسكروم (الإنجليزية)